# Порція (податок)
Порції, рації — натуральні й грошові збори в Російській державі (у тому числі на території українських земель, що входили до її складу) у 18 ст. на утримання царського війська («дача на консистентів»). Збиралися у вигляді провіанту для солдатів і фуражу для коней або грошима. Їх обсяги тривалий час не були офіційно встановленими, а тому залежали від місцевих умов і потреб армії. Наприклад, у Гетьманщині козак давав Порції і рації вдвічі менші, ніж посполитий. У роки неврожаїв, стихійних лих тощо уряд інколи скасовував ці збори. 1765 вони були замінені в Лівобережній Україні т. зв. рубльовим окладом (по 1 рублю з кожного оподаткованого двору).